# 李玄真
李玄真（777年—？），唐朝宗室女，出自越王房，唐太宗六世孙女，越王李贞玄孙女，李贞第六子臨淮郡公李珍子的曾孙女，嗣越王李存紹的姑姑。
先天年间，李珍子获罪，配流岭南。李玄真的祖父、父亲，都死在岭外。虽经恩赦，而未昭雪，数代不能回京。李玄真出家为女道士。开成三年（838年）十二月，李玄真得岭南节度使卢钧出俸钱接措，让她护送四代父祖的灵柩北还，在长乐旅店住下，请求唐文宗准许祔葬越王坟茔，当时李玄真已经六十三岁。唐文宗下诏，越王事迹，国史著明，已经昭雪。李珍子因为其他事流配，数代漂零，不能还京。李玄真女子孝节，亲护四代灵柩，历经万里。让宗正寺、京兆府寻访越王坟墓报知。如不是陪陵，任其祔茔次卜葬。葬事令京兆府主持。葬毕，李玄真如果想住在京城，可以安置咸宜观。

## 延伸阅读
[在维基数据编辑]
 在维基文库阅读此作者作品
 《舊唐書·卷193》，出自刘昫《舊唐書》